# Globoko pri Šmarju
Globoko pri Šmarju je naselje u slovenskoj Općini Šmarje pri Jelšahu. Globoko pri Šmarju se nalazi u pokrajini Štajerskoj i statističkoj regiji Savinjskoj. 

## Stanovništvo
Prema popisu stanovništva iz 2002. godine naselje je imalo 68 stanovnika.